# Swansea (Tasmania)
Swansea – miejscowość na australijskiej wyspie Tasmania. Populacja miasteczka wynosi 840 mieszkańców. Dane te pochodzą ze spisu powszechnego z 2001 roku. Według spisu powszechnego z 1999 Swansea zamieszkiwało 25,1% osób powyżej 65. roku życia, co stawia miejscowość na pierwszym miejscu w Tasmanii pod względem odsetka osób starszych.
W okolicach Swansea znajduje się park narodowy, wiele plaż, zatok oraz rzek, co powoduje, że miasteczko jest popularnym miejscem odwiedzanym przez turystów, a także wędkarzy. Oprócz tego miejscowość ma w swoim sąsiedztwie lagunę oraz starą brytyjską osadę z czasów kolonialnych.
Miasteczko posiada własny klub jachtowy, który bierze udział w australijskich mistrzostwach jachtów. W 2007 roku otrzymało tytuł najczystszego miejsca w Australii.
W maju odbywają się tu liczne festiwale i festyny, a także wyścig kolarski Tour de Freycinet oraz festyn degustacji lokalnych win i potraw.